# Glasgow, Oregon
Glasgow är en ort i Coos County i delstaten Oregon, USA.